# STS-69
STS-69 est la neuvième mission de la navette spatiale Endeavour.

## Équipage
- Commandant : David Walker (4)  États-Unis
- Pilote : Kenneth D. Cockrell (2)  États-Unis
- Spécialiste de mission : James H. Newman (2)  États-Unis
- Spécialiste de mission : Michael L. Gernhardt (1)  États-Unis
- Spécialiste de la charge utile : James S. Voss (3)  États-Unis

Entre parenthèses le nombre de vols spatiaux par astronaute (y compris la mission STS-69)

## Paramètres de mission
- Masse :
  - Poids total : ? kg
  - Charge utile : 11 499 kg
- Périgée : 321 km
- Apogée : 321 km
- Inclinaison : 28,5°
- Période orbitale : 91,4 min

### Sorties extravéhiculaires
- Voss  et   Gernhardt  - EVA 1
- EVA 1 début: 16 septembre 1995 - 08h20 UTC
- EVA 1 fin: 16 septembre 1995 - 15h06 UTC
- Durée: 6 heures 46 minutes

## Objectifs
La mission STS-69 a pour objectif de déployer et de récupérer deux satellites scientifiques (Spartan-2 et WSF-2).